# 李修平
李修平（1963年2月16日—），甘肃兰州人，中国电视节目主持人，曾长期担任中国中央电视台《新闻联播》节目的主播，西北师范大学兼職教授。丈夫是原全国人大常委会副委员长张春贤。

## 生平
李修平之父李林绪是桥梁工程师兼教授，早年求学于国立七中（位于陕西省汉中市洋县），后任职于铁道部第一勘测设计院。李修平曾三次高考落榜后于1983年考入北京广播学院。1987年毕业于北京广播学院播音系，到甘肃电视台工作。1989年调入中国中央电视台，10月13日开始任《新闻联播》节目的主播之一。
2015年3月，因央视内部年龄限制规定，年满52岁的李修平离开《新闻联播》主播岗位，退居幕后，目前仅负责新闻片配音。

## 婚姻
1992年和兰州的一个工程师范宇结婚。据《新商报》2006年2月和《知音》杂志2006年4月报道，李修平与丈夫范宇婚姻关系良好。
同时，互联网上盛传据《东方日报》报道，李修平在2005年与时任中共湖南省委书记张春贤结婚。《扬子晚报》在2007年网络娱乐版、千龙网等网站的文章，也提到了这个说法。
2013年，香港《明报》新闻网报道，中共新疆维吾尔自治区党委书记张春贤的夫人李修平受聘為甘肅省西北师范大学兼職教授。